# Мумбайський університет
Мумбайський університет, (колишній Бомбейський університет) — вищий навчальний заклад в Індії; заснований 1857 на зразок тодішнього Лондонського університету; основною функцією його було проведення іспитів у прикріплених до нього коледжах. Лише 1904 Б. у. став навчальним закладом. Має такі факультети: філологіч., природознавчий, технологіч., юридич., мед., торговельний. При Б. у. є інститут політичної економії і соціології, відділення хімічної технології і статистики. До Б. у. прикріплено 13 загальноосвітніх коледжів і 9 спеціальних. 1953 в спец, коледжах навчалося 8175 студентів, а в загальноосвітніх — 20 029.